# Georges Lemmen
Georges Lemmen (Schaerbeek, 25 novembre 1865 – Uccle, 5 luglio 1916) è stato un pittore e disegnatore belga, post-impressionista.

## Biografia
Lemmen ricevette i primi rudimenti dell'arte nella Scuola di Disegno di Saint-Josse-ten-Noode, poi, nel 1880, vide le opere di Degas e di Toulouse-Lautrec e ne fu affascinato.

Nel 1888 si unì al gruppo d'avanguardia Les XX (I Venti) di Bruxelles, sodalizio nato dopo la dissoluzione del gruppo di artisti La Chrysalide.

Due anni dopo ebbe l'occasione di ammirare alcune opere di Théo van Rysselberghe. Lo stile e la tecnica di quest'artista lo colpirono profondamente, al punto che tutta la sua pittura ne fu influenzata ed egli si orientò decisamente verso il neo-impressionismo. Iniziò allora a dipingere paesaggi e ritratti usando la tecnica puntinista e con queste opere espose finalmente al Salon degli indipendenti di Parigi e al Salon dei XX di Bruxelles.
Nel 1891 la morte di Seurat, uno dei suoi artisti di riferimento, lo lasciò affranto assieme a tutta la comunità impressionista.
Ma dopo soli quattro anni, nel 1895, Lemmen abbandonò totalmente il puntinismo e tornò ad una tecnica più tradizionalmente impressionista. Nei soggetti e nelle scelte cromatiche, però, è chiarissima la sua inclinazione verso i temi e le atmosfere Nabis.

Nel 1904 fece parte dell'associazione belga "Vie et Lumière" (Vita e Luce), finché, nel luglio del 1915, non si stabilì definitivamente a Uccle.
Oltre ai quadri, le sue opere comprendono anche numerose illustrazioni di libri, manifesti, ceramiche, tappeti, disegni, pastelli e tempere.
Nel luglio dell'anno seguente Geoges Lemmen morì. Aveva vissuto solamente 51 anni.

## Allievi
- Yvonne Serruys (1873-1953)

## Galleria d'immagini

### Ritratti

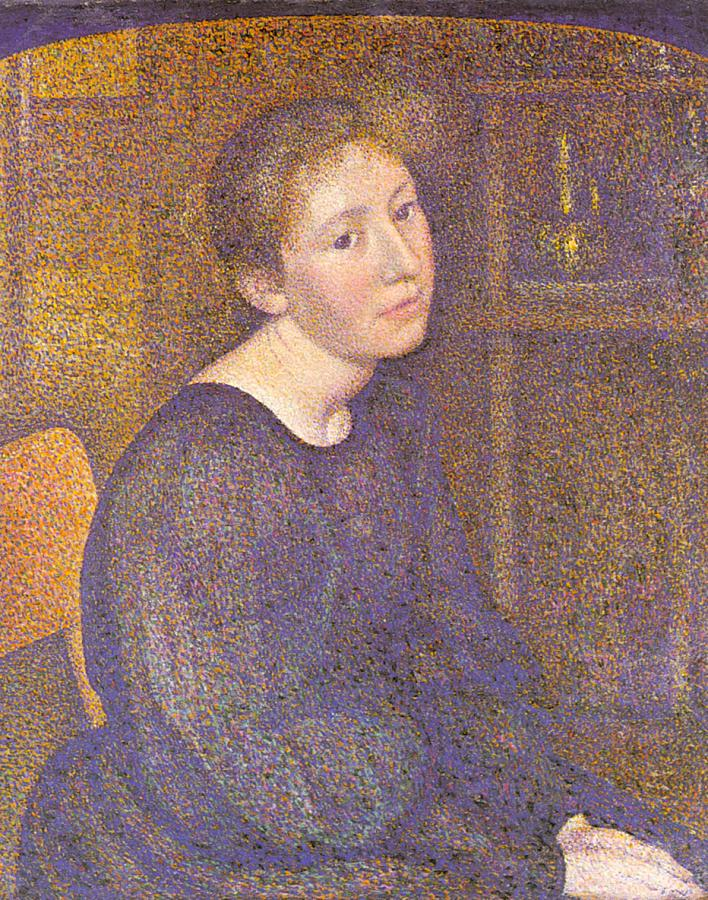
Ritratto di Madame Lemmen, 1893
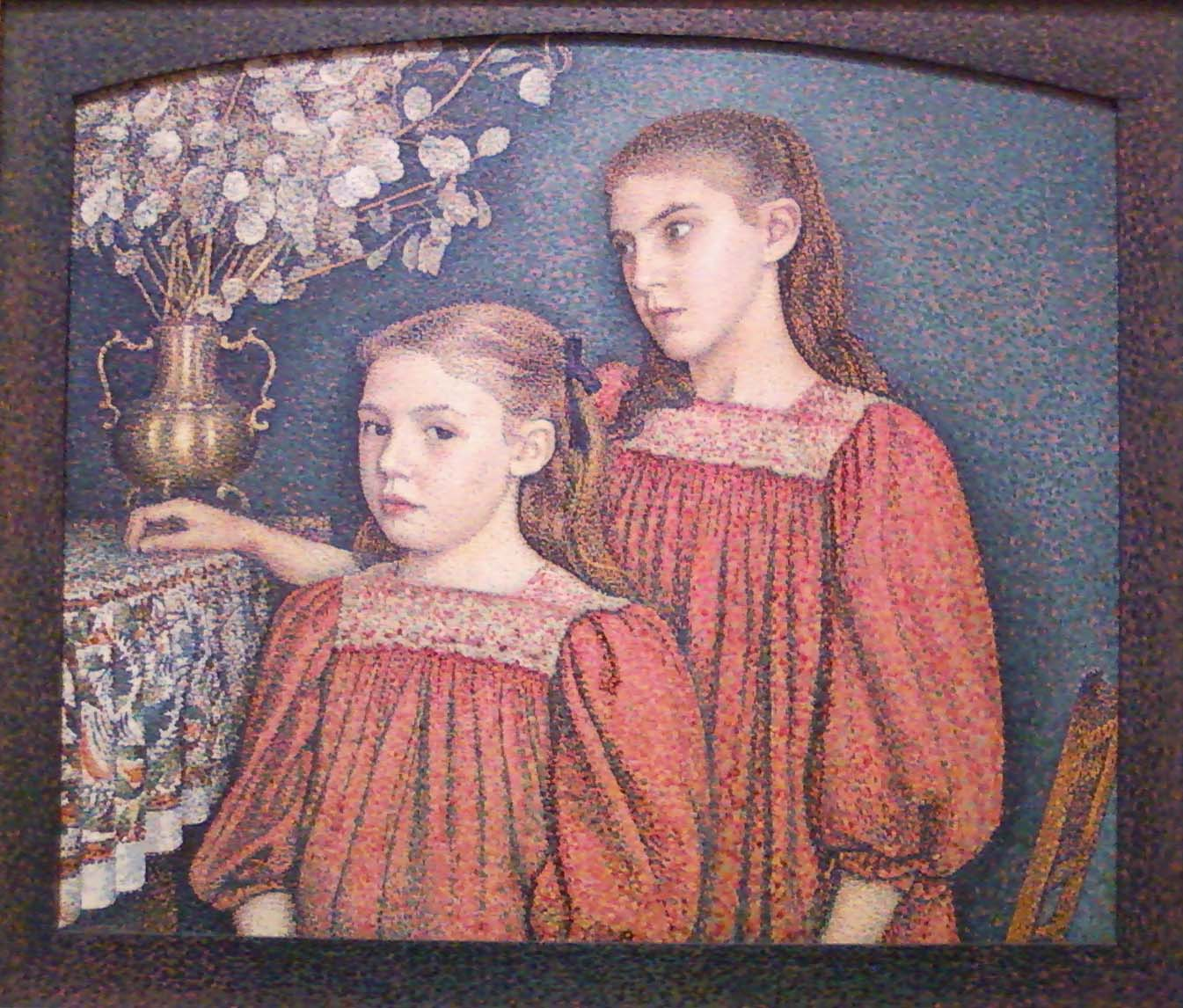
Le sorelle Serruys
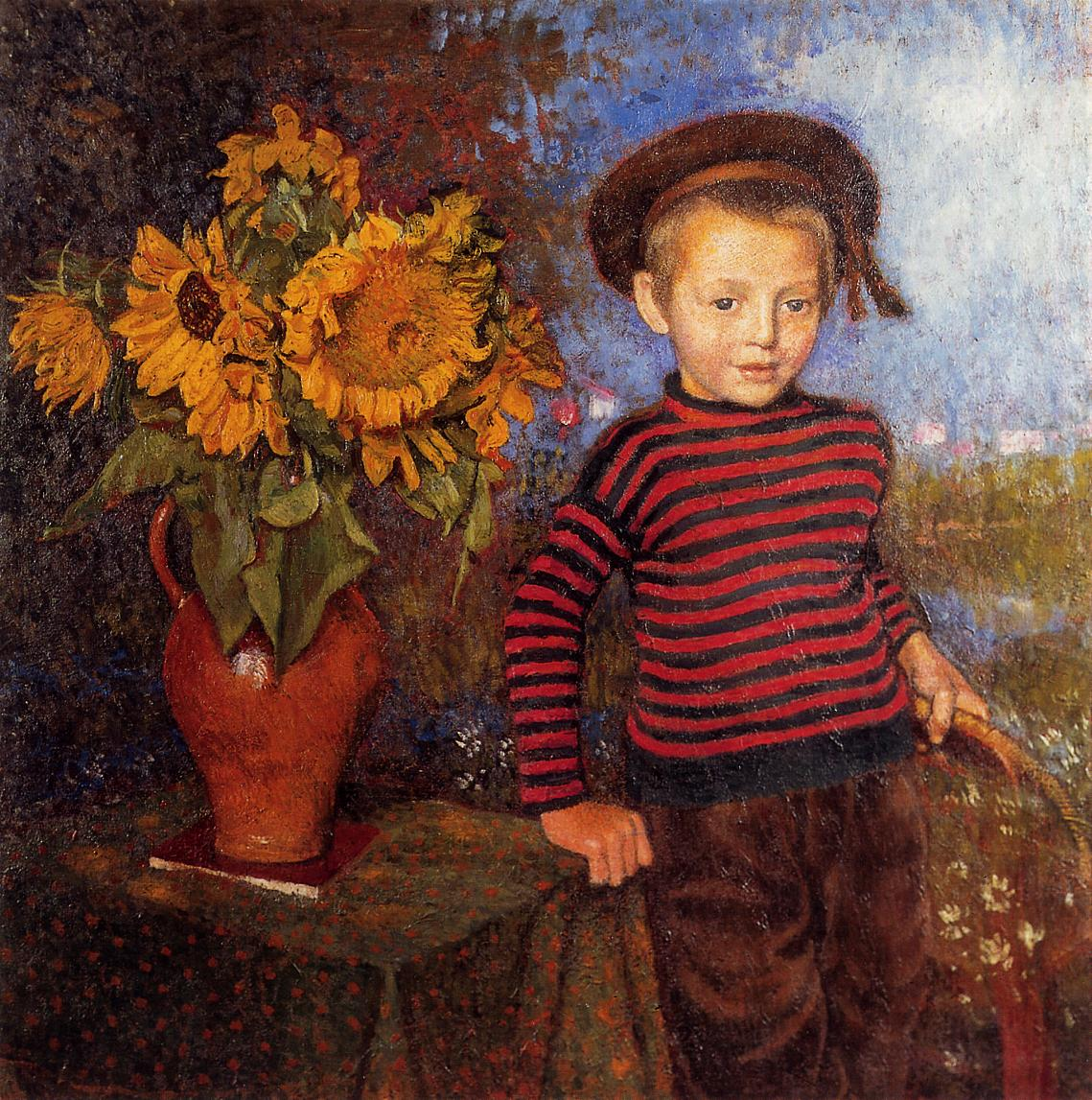
Il piccolo Pierre
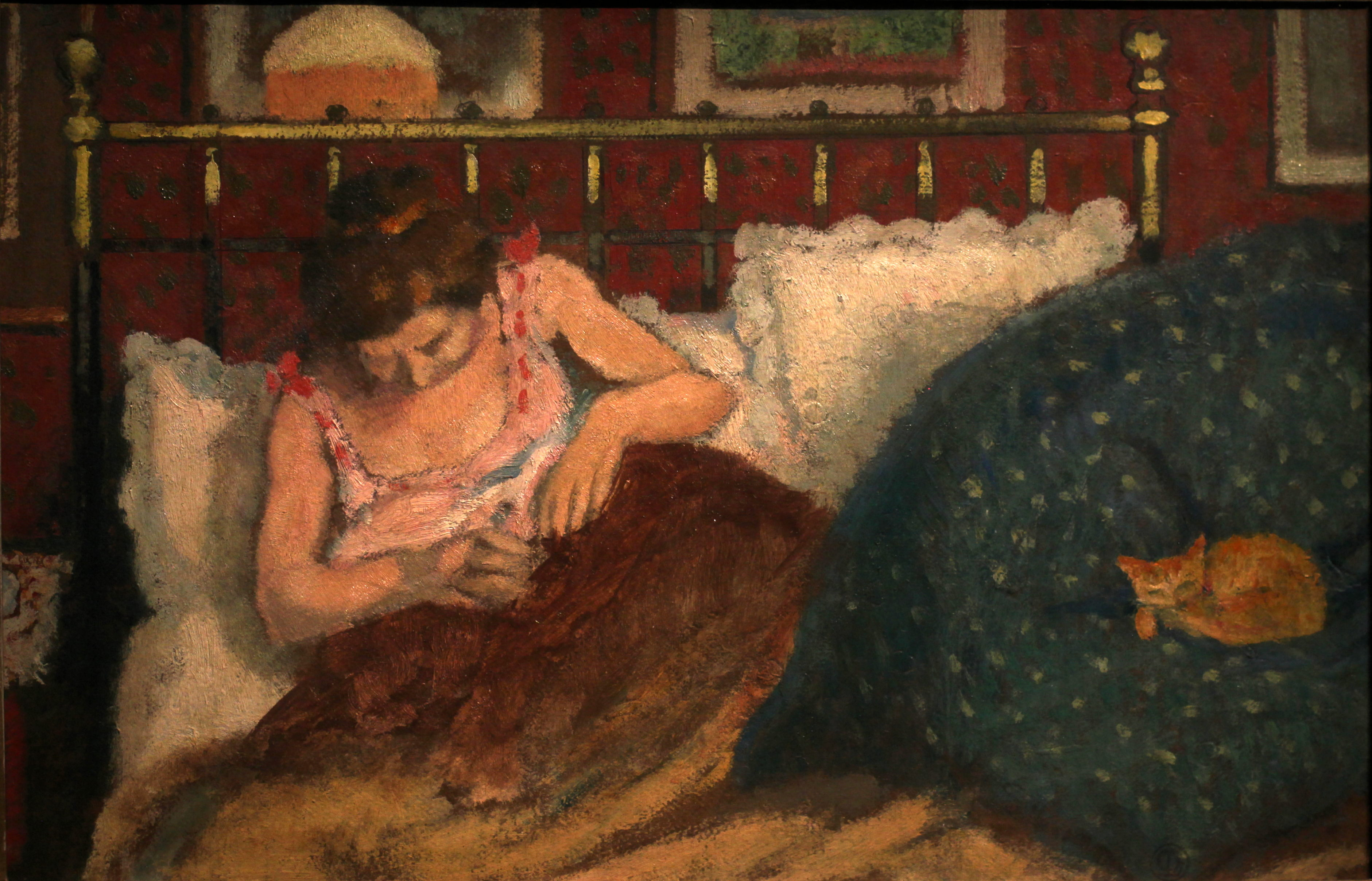
Donna col gatto

### Nudi e paesaggi

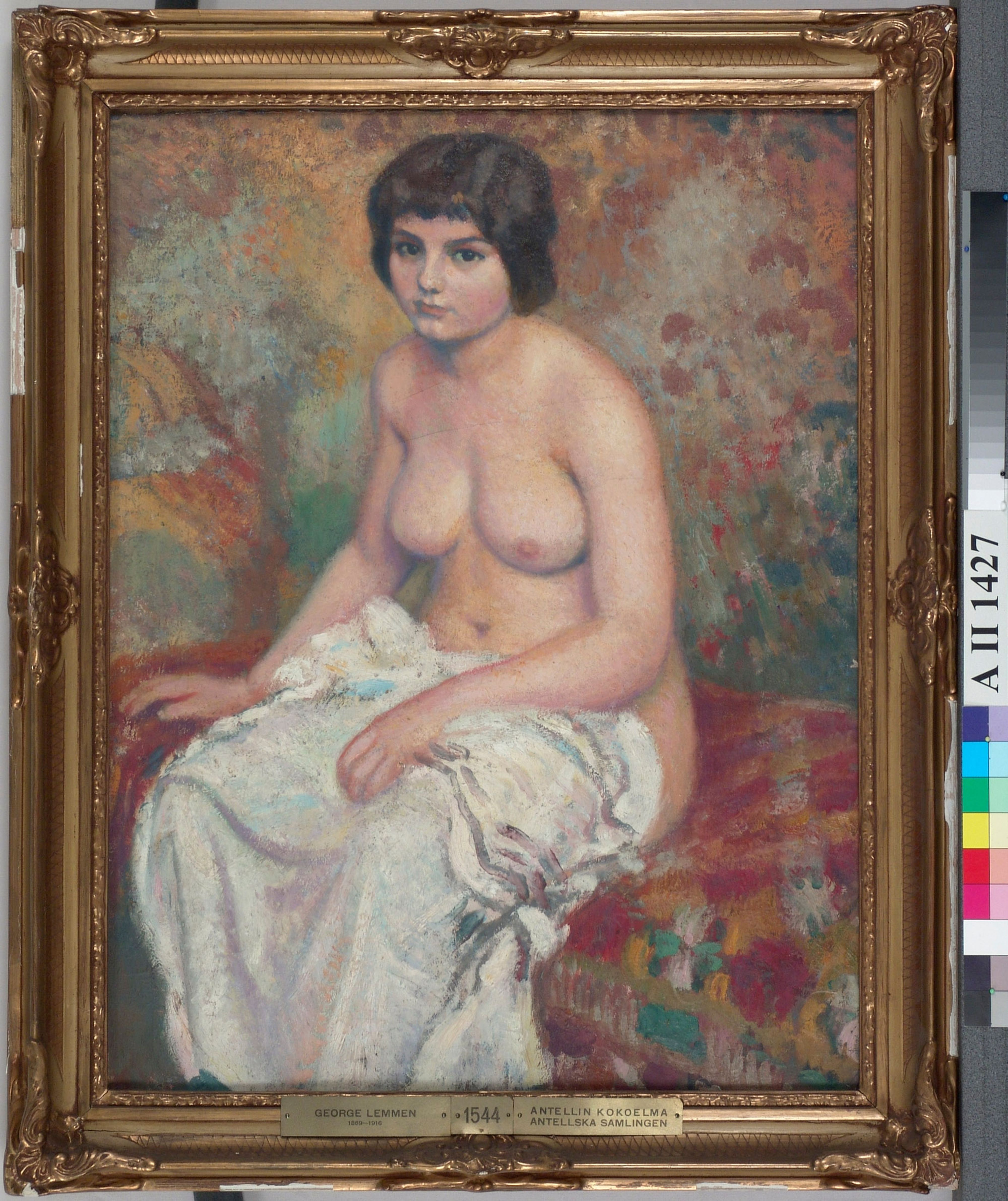
Antellska Samlingen
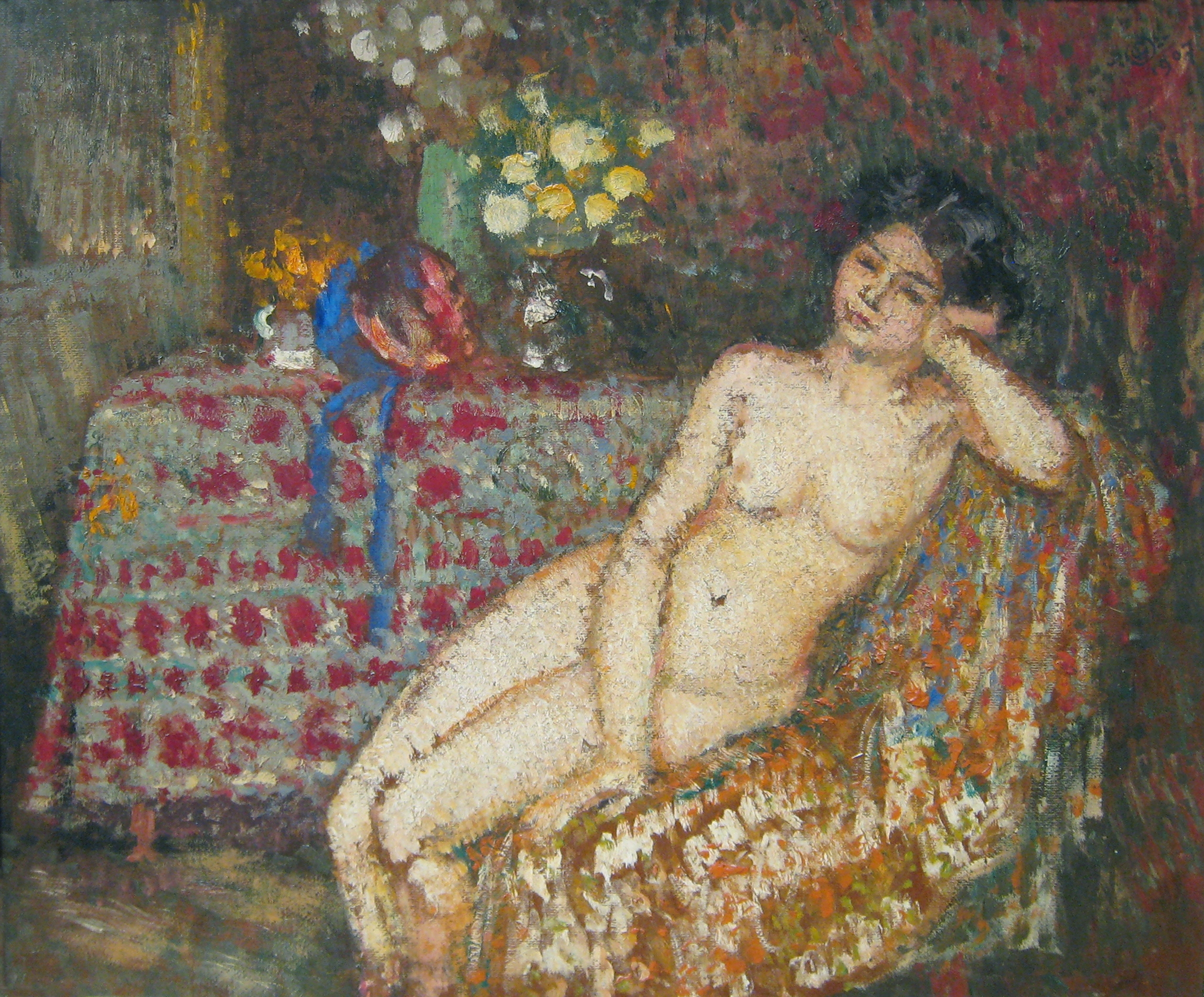
Nudo
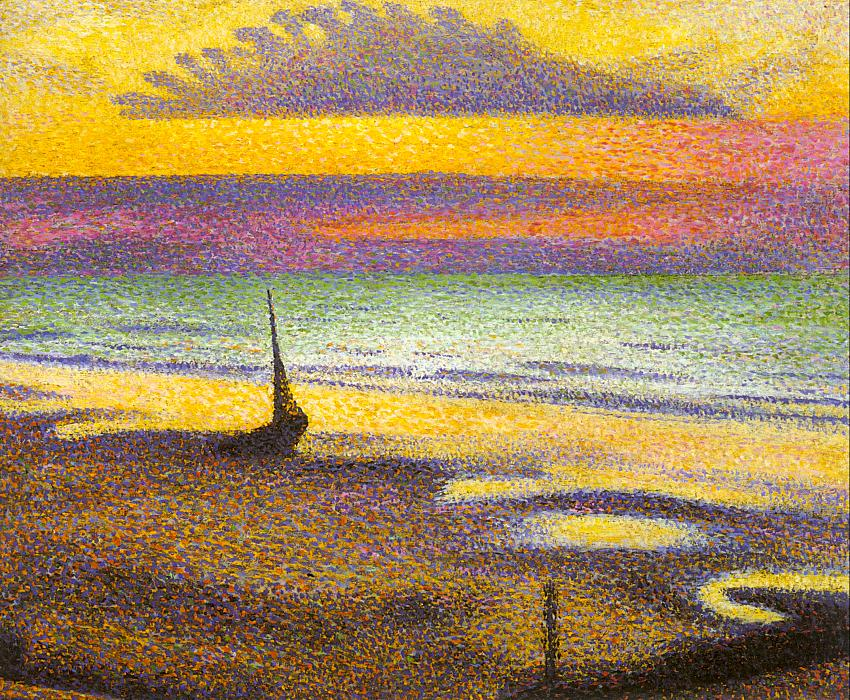
La spiaggia di Heist, 1891
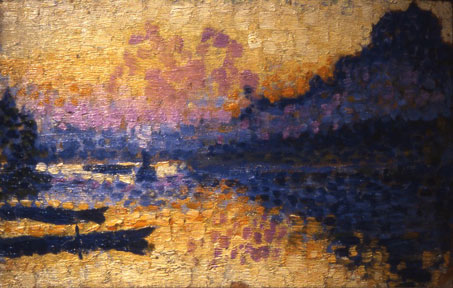
Il fiume